# نگهداری (دانش بایگانی و کتابداری)
نگهداری به مجموعه‌ای از فعالیت‌ها گفته می‌شود که به منظور افزایش طول عمر یک رکورد و فراداده مرتبط با آن، یا بهبود ارزش آن، یا تسهیل دسترسی به آن انجام می‌گیرد. عمل نگهداری فعالیت‌هایی که برای تأثیرگذاری روی خالق رکورد پیش از اکتساب و انتخاب انجام می‌گیرد را نیز در بر می‌گیرد .